# Henry Slocum
Pour les articles homonymes, voir Slocum.
Henry Warner Slocum Jr (28 mai 1862 - 22 janvier 1949) est un joueur de tennis américain.
Il a remporté trois fois l'US Open: deux fois en simple en 1888 et 1889 et une fois en double en 1889. Il s'est en outre incliné quatre fois en finale : deux fois en simple en 1887 et 1890 et deux fois en double en 1885 et 1887. Il fut président de la fédération américaine de tennis en 1892 et 1893.
Il est membre du International Tennis Hall of Fame depuis 1955.